# Slip-Slop-Slap
Slip-Slop-Slap – australijska kampania zdrowotna mająca na celu zredukowanie ilości zachorowań na raka skóry w Australii. Kampania rozpoczęła się w 1981 r,. kiedy w telewizji pojawiły się pierwsze spoty z maskotką kampanii o imieniu Sid the Seagull (Mewa Sid) śpiewającą krótki dżingiel o potrzebie "slip on a shirt, slop on sunscreen and slap on a hat" (włożenia na siebie koszulki, nasmarowania kremem z filtrem chroniącym przed promieniowaniem słonecznym oraz nałożenia czapki). W późniejszym czasie do pierwszych trzech zaleceń dodano jeszcze "seek Slide" (szukaj cienia, załóż okulary przeciwsłoneczne).
Kampania jest uważana za jedną z najbardziej skutecznych i rozpoznawalnych kampanii zdrowotnych w Australii, ale pomimo jej popularności i sukcesu, w Australii nadal panuje najwyższa zachorowalność na raka skóry na świecie. Rocznie w Australii różne formy raka skóry są wykrywane u ponad 300 000 tys. osób, a na czerniaka złośliwego rocznie umiera ok. 1600 osób.
Zdaniem niektórych lekarzy, kampania ma także negatywny wpływ - odstrasza ona bowiem Australijczyków od przebywania na świeżym powietrzu i na słońcu, przez co w ostatnich latach wzrosła liczba osób z niedoborem witaminy D. Nowe wytyczne sugerują przebywanie na słońcu 10-15 minut dziennie zakładając, że do słońca wystawiona jest większość skóry.